# Fibuloides corinthia
Fibuloides corinthia là một loài bướm đêm thuộc họ Tortricidae. Nó được tìm thấy ở Trung Quốc (Vân Nam), Đài Loan, Sri Lanka và Ấn Độ.
Ấu trùng ăn Litchi chinensis.